# Nagia linteola
Nagia linteola är en fjärilsart som beskrevs av Achille Guenée 1852. Nagia linteola ingår i släktet Nagia och familjen nattflyn. Inga underarter finns listade i Catalogue of Life.